# Анатомічний театр Харківського жіночого медичного інституту
Анатомічний театр Харківського жіночого медичного інституту (також Анатомічний театр жіночого медінституту) — колишня громадська будівля у Харкові, пам'ятка архітектури та містобудування місцевого значення (№ 7035-Ха). Розташована у центрі міста, у Скрипниківському узвозі, у Київському районі міста Харкова. Збудована за проєктом академіка архітектури Олексія Бекетова у 1910—1911 роках як анатомічний театр для Харківського жіночого медичного інституту.
З середини 2000-х років покинута та занедбана будівля, забита дошками.

## Історія

### Анатомічний театр
Після рішення Харківського медичного товариства у травні 1910 року про створення Харківського жіночого медичного інституту організаційний комітет зі створення інституту запланував будівництво анатомічного театру цього навчального закладу з аудиторією на 300 осіб, музеєм та кімнатами для занять. Будівля анатомічного театру жіночого медичного інституту була зведена у швидкому темпі протягом другої половини літа — осені 1910 року за проєктом Олексія Бекетова у Скрипницькому провулку (нині — узвіз). Архітектор обіцяв до здати будівлю 25 вересня 1910 року. За будівництвом від інституту стежив професор А. Д. Чиріков, який перебував там весь свій вільний час.
Ще до завершення будівництва, у жовтні 1910 року в анатомічному театрі почали проводитись заняття. 30 січня 1911 року у будівлі було відкрито анатомічний музей, який створив Володимир Воробйов, а 2 лютого відкрито й анатомічний театр. Саме тут пройшло друге відкриття Харківського жіночого медичного інституту.
Будівництво анатомічного театру Харківського жіночого медичного інституту було завершено в 1911 році. Це двоповерховий прямокутний у плані будинок у стилі модерн та неокласицизму, що мав потиньковані деталі та напівпідвал. Фасад будівлі архітектор прикрасив пілястрами та цегляними деталями.
В анатомічному театрі проходили лекції та анатомічні роботи, зокрема, студентки вивчали будову людського тіла, викладачі проводили розтини та вчили робити розрізи. Поруч був анатомічний музей.
У 1920 році Харківський жіночий медичний інститут та медичний факультет колишнього Харківського університету реорганізували у Харківську медичну академію (нині — Харківський національний медичний університет). На цокольному поверсі була створена кімната прощання, в якій підтримувалася температура +8 градусів за Цельсієм за допомогою підземних вод.
За переказами, будівля анатомічного театру є тильною стороною комплексу споруд Інституту мікробіології і імунології імені І. І. Мечникова

### Подальша історія будівлі

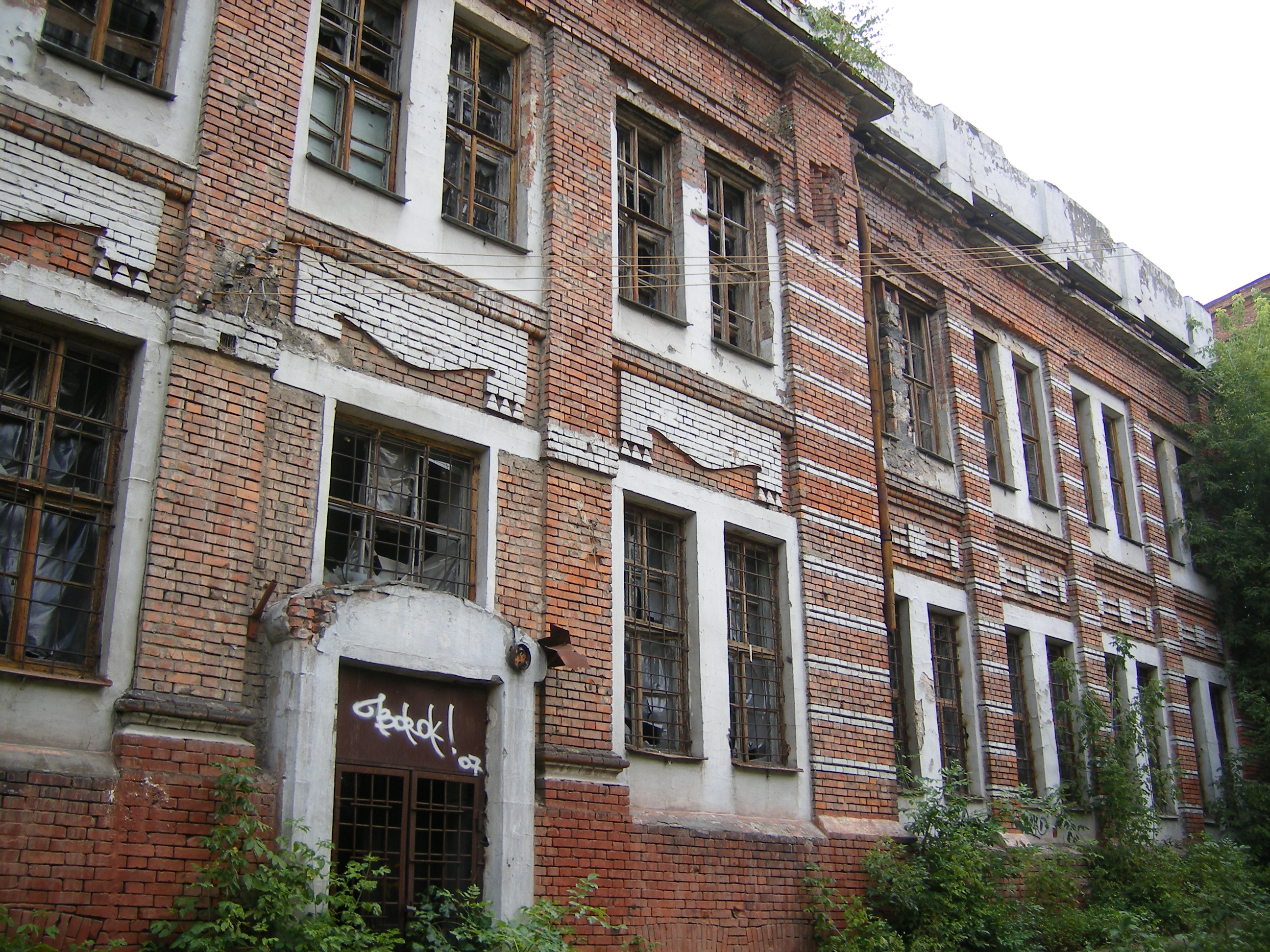
Будівля анатомічного театру в липні 2008 року

Згодом тут знаходились пастерівська станція, перший у Харкові цех, в якому фасували ліки, а потім суд у справах неповнолітніх та народний суд Київського району міста Харкова.
Рішенням Харківського обласного виконавчого комітету від 30 квітня 1980 року № 334 та Рішенням Харківського обласного виконавчого комітету від 05 березня 1992 № 61 будівля була внесена до списку пам'яток архітектури та містобудування місцевого значення під № 257.
Фасад будинку використовували для знімання фільму «Дау», для чого його заколотили дошками. Знімання проходили тут у 2008 році. За місяць після знімання, у листопаді 2008 року, двірник знайшов у провулку вибуховий пристрій, які правоохоронні служби знешкодили. На думку, місцевих мешканців, це був реквізит, який забули творці фільму.
За словами місцевих мешканців, всі закинуті кімнати ще до знімання фільму дослідили мародери. Після знімання фільму дошки з вікон не зняли.
У червні 2020 року будівля під назвою «Жилбудинок» відповідно до наказу Міністерства культури та інформаційної політики від 4 червня 2020 року № 1883 занесена до переліку Державного реєстру нерухомих пам'яток України як пам'ятка культурної спадщини містобудування та архітектури місцевого значення за № 7035-Ха

## Галерея

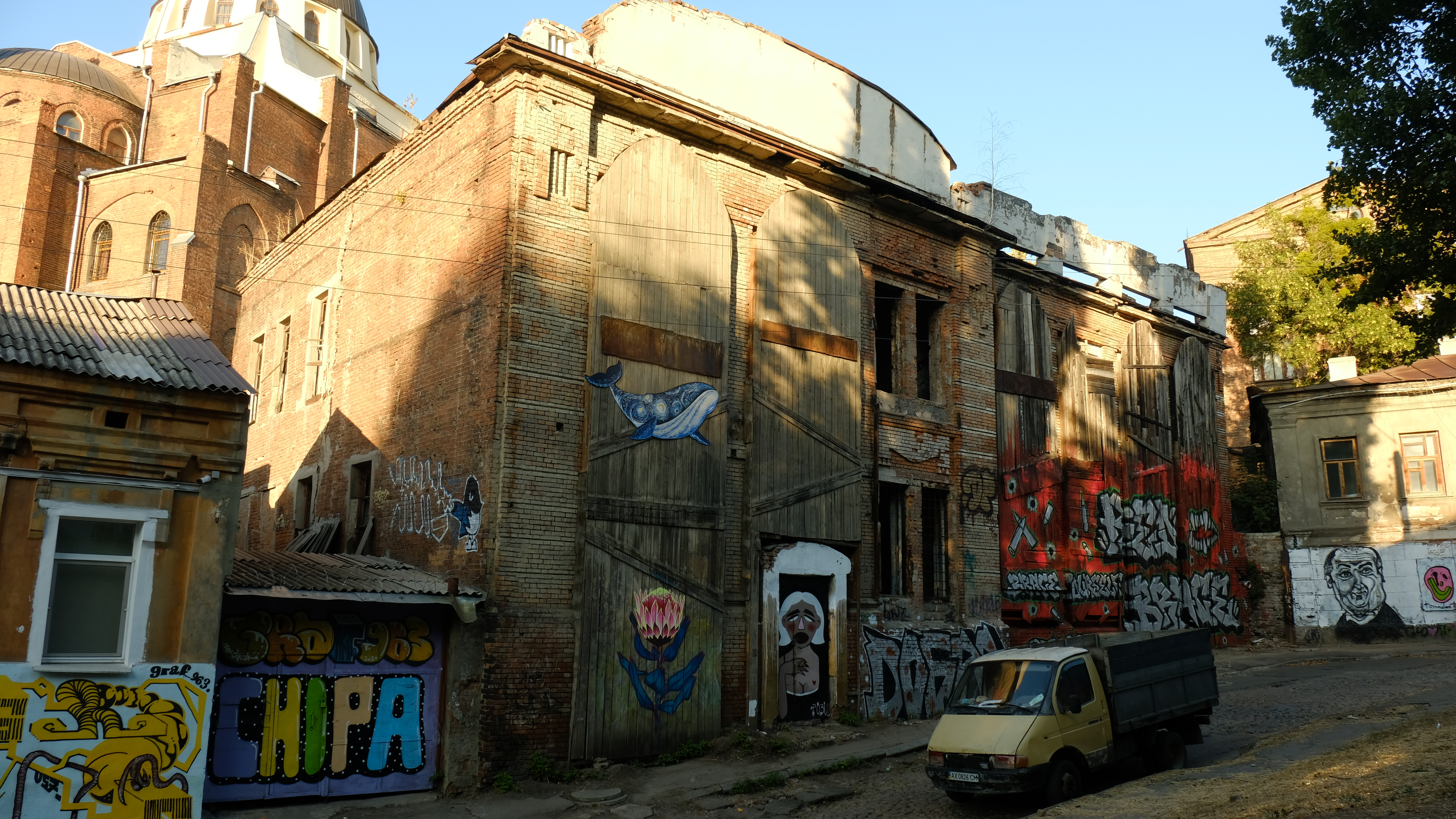
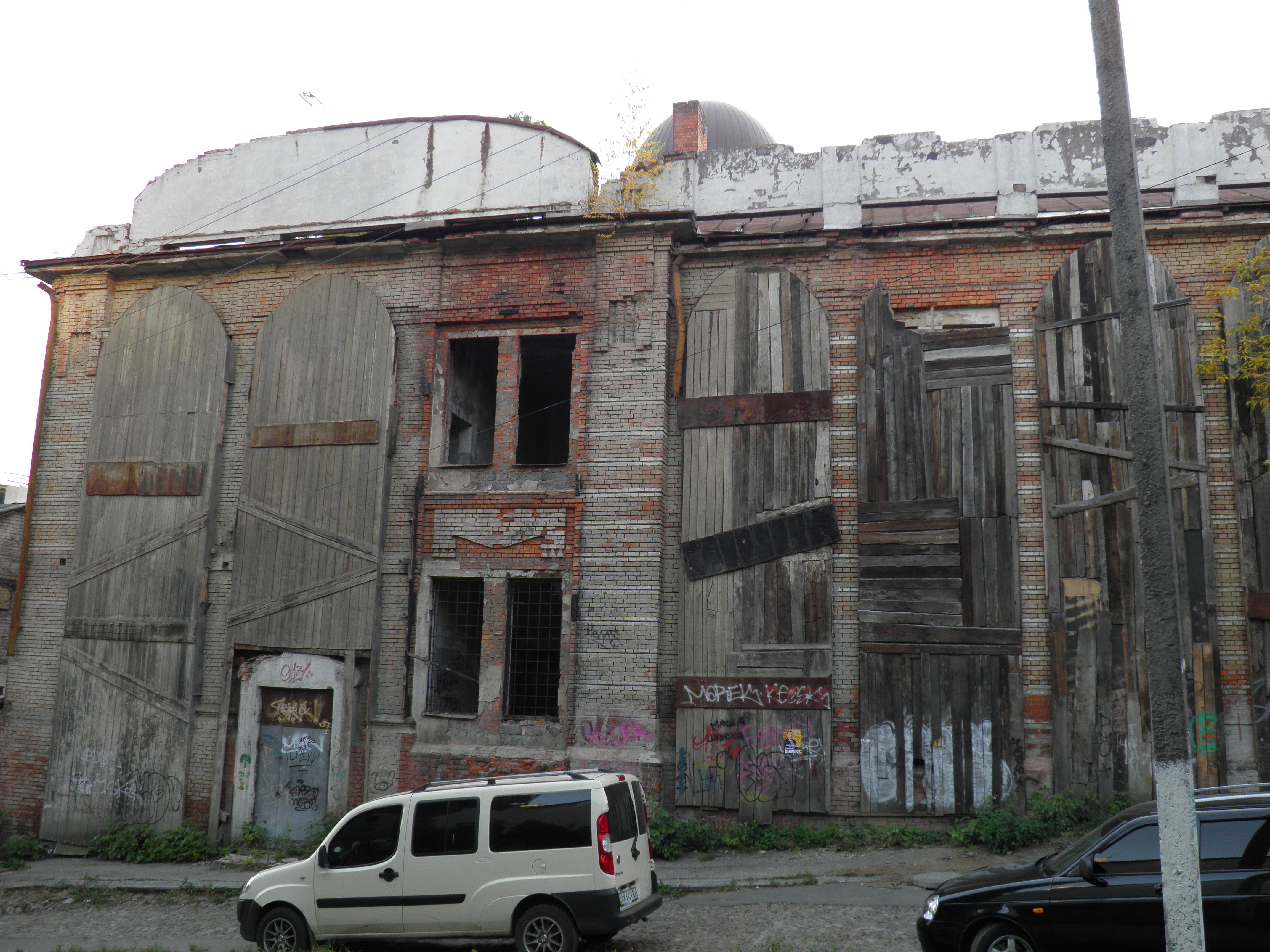
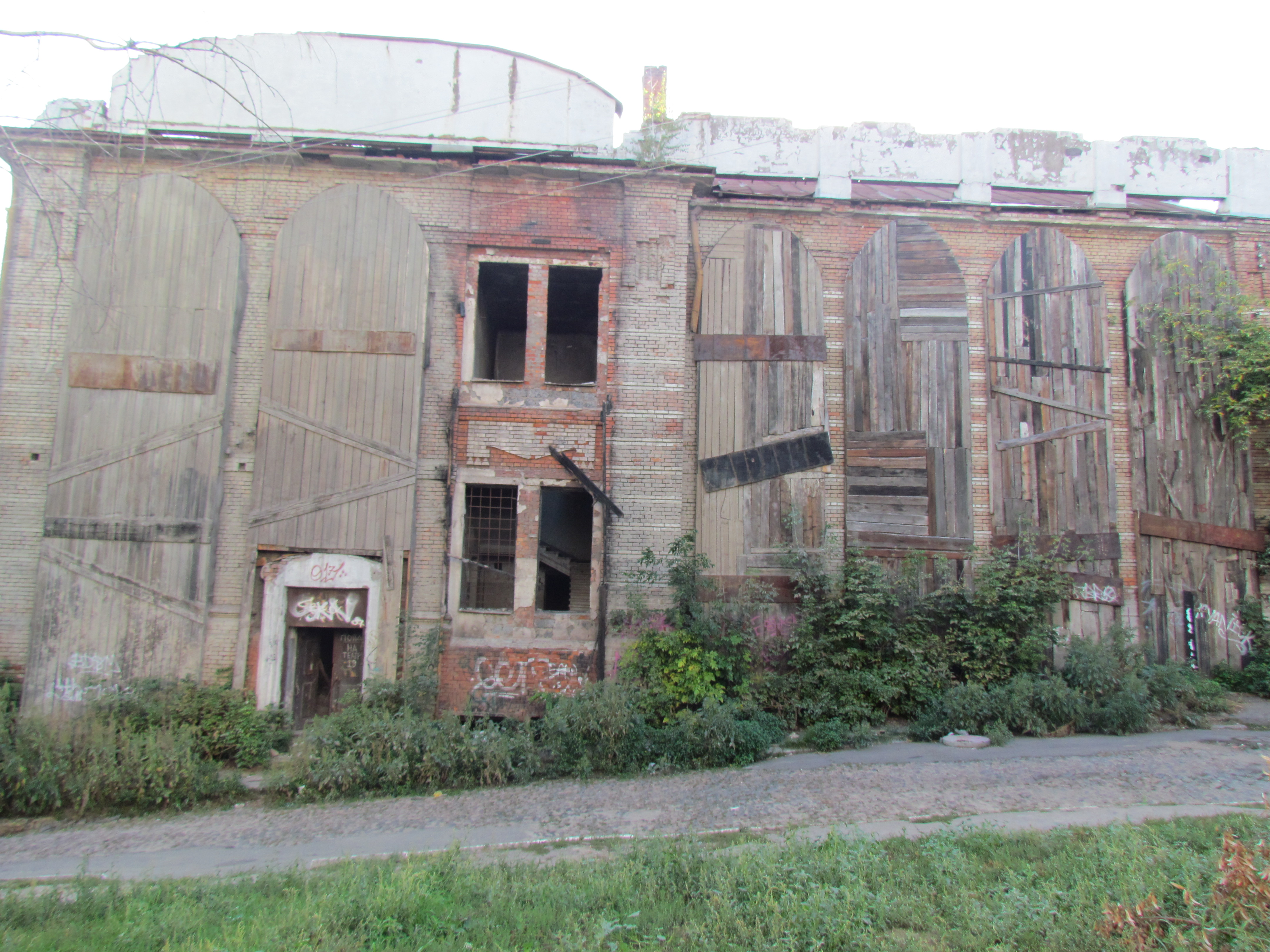
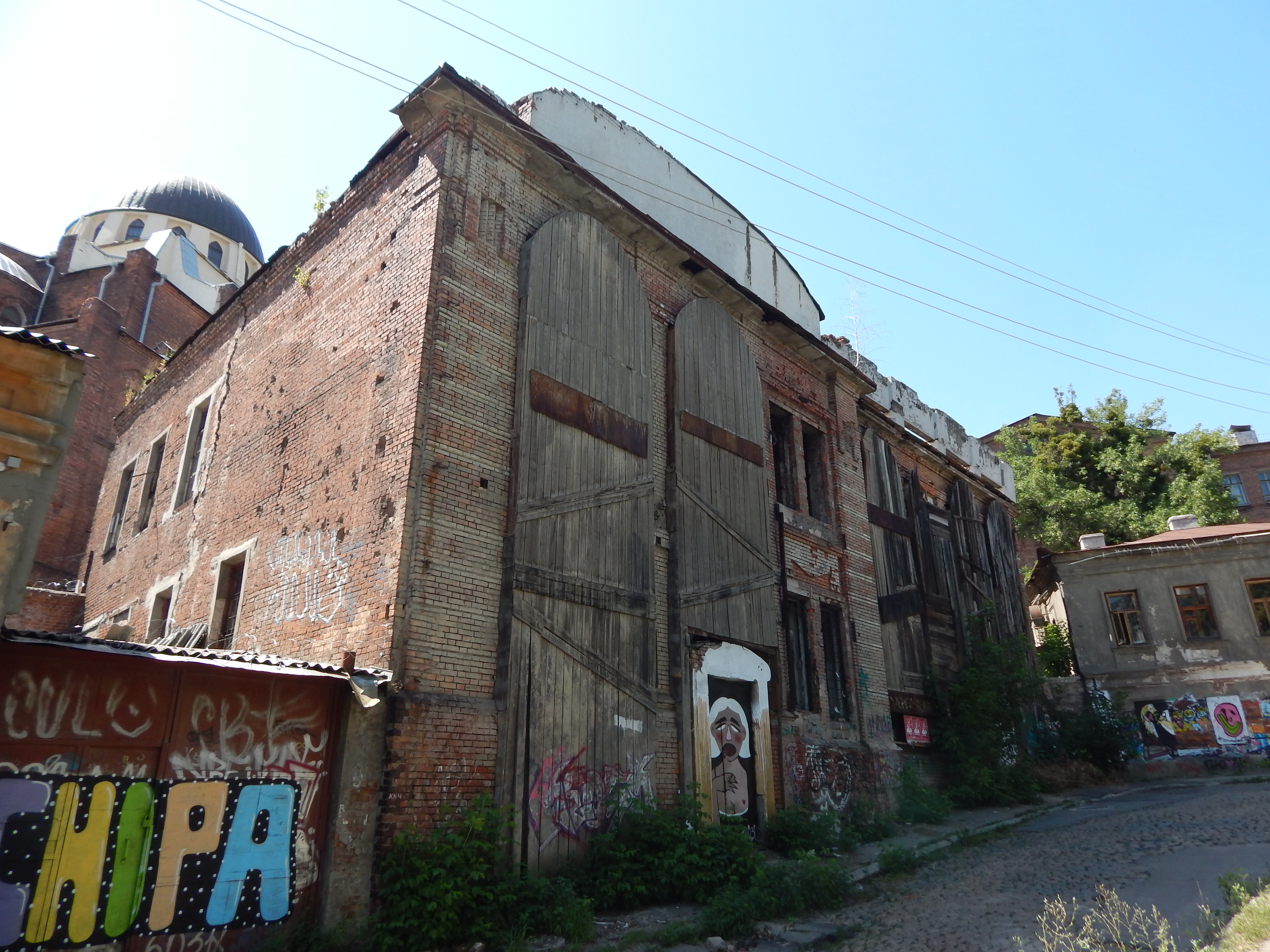